# Carleton-in-Craven
Carleton-in-Craven är en ort och en civil parish (med det officiella namnet Carleton) i Storbritannien.   Den ligger i grevskapet North Yorkshire och riksdelen England, i den centrala delen av landet, 300 km norr om huvudstaden London. Carleton-in-Craven ligger 234 meter över havet och antalet invånare är 1 000.
Terrängen runt Carleton-in-Craven är kuperad åt sydost, men åt nordväst är den platt.Runt Carleton-in-Craven är det mycket tätbefolkat, med 1 266 invånare per kvadratkilometer. Närmaste större samhälle är Burnley, 19,0 km sydväst om Carleton-in-Craven. Trakten runt Carleton-in-Craven består i huvudsak av gräsmarker.